# Angie Bonino
Angie Bonino (Lima, 1973) es una artista e investigadora multidisciplinaria, curadora y docente. Es, además, considerada una precursora del videoarte en el Perú en la década de los 90. Su trabajo está vinculado con los nuevos medios, las tecnologías, las instalaciones, el accionismo y el espacio, buscando, de esta manera, que el espectador tenga una visión crítica de la sociedad contemporánea y de las implicancias sociales que ejercen la ciencia y la tecnología en términos globales.

## Biografía

### Infancia y juventud
Angela Natalia Bonino Velaochaga, nació el 13 de agosto de 1973. Su padre Carlos Alberto Bonino Nieves fue biólogo y veterinario y su madre Carlota Velaochaga gil, fue abogada y magistrado de la corte superior del Callao. 
Bonino se introduce en la tecnología a los 11 años de edad cuando su padre lleva a casa una antigua computadora Sinclair (fabricada por la compañía británica Sinclair Research). A partir de aquel momento la tecnología no le sería ajena, por lo que, a los 19 años de edad, abordaría el manejo de programación de softwares (entre ellos programas de diseño y HTML)  cuando cursaba la carrera de diseño gráfico.

### Formación académica
Angie Bonino se inició en el mundo del arte estudiando diseño gráfico en el Instituto Superior de Diseño y Publicidad “Toulouse Lautrec" de la ciudad de Lima, Perú, entre los años 1991 y 1993. Tiempo después, en el año 1995, empezaría una segunda carrera en la Escuela Nacional Superior de Bellas Artes de Lima. En paralelo a sus estudios de arte, mostraría interés por cursos de tecnología, adhiriéndose al club de robótica y participando en cursos de Mecatrónica y Sistemas en la Universidad Nacional de Ingeniería. Su esfuerzo la haría acreedora a una beca de maestría en Sistemas Interactivos en el Audiovisual en la Escuela Superior de Diseño ESDI y en la Universidad Ramon Llull de Barcelona, España, en el año 2005. En los años siguientes obtuvo una nueva maestría en Seguridad Informática y en Sistemas de Software Libre, subsidio de la Comunidad Europea, la cual fue enriquecedora para la labor que desempeñaba en el proyecto Hacking Net (organización de Hacktivismo).

## Obra

### Características de su obra

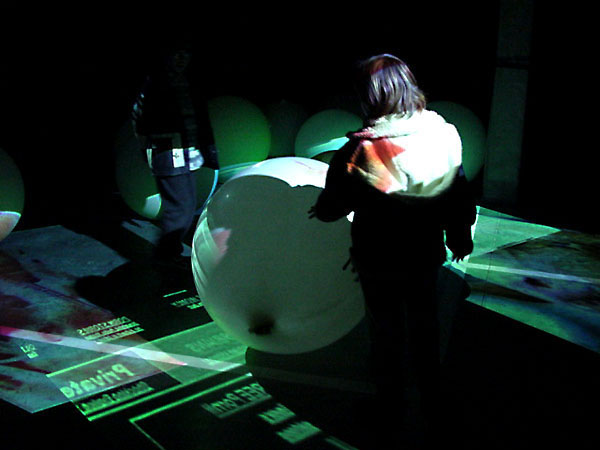
Pies en la tierra - Videoinstalación. Interferences - Electronic Art Biennial - Belfort, Francia, 2000

Su trabajo, de carácter multidisciplinario, ha incursionado por distintas vertientes del arte. Bonino experimenta con espacios reales y virtuales, intervenidos en la línea del accionismo de Fluxus, Rebeca Horn, Lynn Hershman o Marina Abramovic, entre otros referentes. Desde su primera exhibición individual (Esquemas, 1995), ha venido trabajando en las artes electrónicas a través de performances visuales, intervenciones de espacios públicos e instalaciones. Ella considera que cada uno de sus trabajos tiene una característica propia y específica, resaltando una visión no lineal dado que descarta lo convencional, y que se introduce en la abstracción logrando así sintetizar la conceptualización de manera que su comprensión sea asequible al espectador.
Sobre la obra de Angie Bonino, el investigador peruano José-Carlos Mariátegui señala que "tiene una sutil particularidad, pues notamos que es imposible definirla sin mencionar tres campos relacionados: el video, la acción y el espacio”. Estos tres aspectos se relacionan para involucrar al espectador en una reflexión e interacción con su obra, y que no solo permanezca como observador pasivo, en vista de que el interés de Bonino radica en la instalación multimediática. De esta manera selecciona lo más relevante de una idea para llevarla a una narrativa ficcional con la ayuda de elementos que compartan un mismo significado, o que pertenezcan a una misma categoría, sin perder una secuencia. De este modo hace una captura de la realidad planteándola en video.

### Temática de su obra
La década de los 90, en la primera etapa de videasta de Angie Bonino, los referentes de la estética chicha —una cultura marginada y surgida a raíz de una inmigración andina—, servirán de insumo conceptual a la artista. Bonino se sumerge en estos simbolismos que dan identidad a esta cultura llena de colores fosforescentes y expresiones populares. Como afirma José-Carlos Mariátegui: 
Los trabajos iniciales de vídeo de Bonino se caracterizaron por una etapa de colores fosforescentes identificados con la publicidad de ciertas fiestas populares así como con anuncios de rutas de transporte público (‘combis’). La utilización de esta estética data de su exhibición Esquemas (1995), en la que ya se veía el uso de esta simbología en objetos, vídeos y performances.

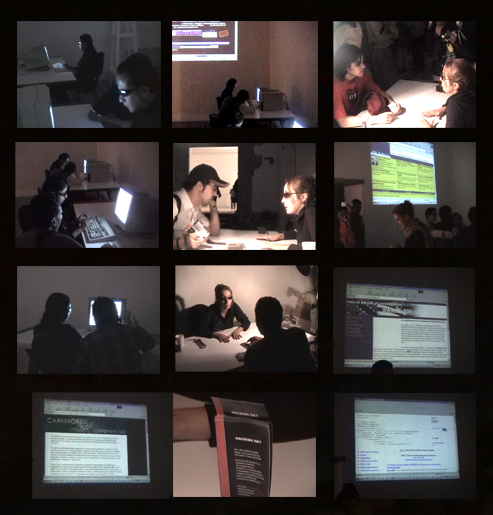
HACKING NET - Performance de nuevos medios. Festival de Performance "Fuera de Campo" ExTeresa Arte Actual - México DF, 2003

Otra exposición individual en donde se representa a esta estética es Retrospectiva de Relleno Plástico (1998); en cuanto a las participaciones colectivas están Yohny se Vende - Imágenes y documentos acerca de Gamarra (1998) y Bitácoras - Por aquí pasamos (1999), exposiciones que "comparten elementos y crean redes de comunicación en un espacio que condensa la fuerza de la hibridación en el territorio de la identidad, a partir de desplazamientos, transculturación, desterritorialización y reterritorialización".
Manteniendo esta tendencia de trabajo elabora “No vídeo” (1999), en donde la palabra “NO” se presenta en diferentes contextos visuales interactuando con sonido; o como en el caso de “Mr. President” (2000), sátira hacia el mandatario Alberto Fujimori y su tentativa al continuar a cargo del gobierno a finales de la década de los 90. Este vídeo concluye con una locución en off del clásico “Happy Birthday, Mr. President” de Marilyn Monroe y la animación de una figura femenina emergiendo de un pastel.
Angie Bonino, valiéndose de diferentes códigos, interpone estas asociaciones para que el espectador reciba un producto atractivo a la vista, pero también comprometido con problemas políticos y sociales como, por ejemplo, “La imagen” (2000)  —probablemente una de las más emblemáticas producciones de Bonino y que culmina este ciclo de “estética fosforescente”— en donde combina imágenes de soldados sobre un tanque y la frase “la imagen” reproducida en diferentes lenguas. La imagen, inicialmente estática, cobra movimiento para transformarse en una cruda secuencia de la Marcha de los cuatro suyos en Lima (gran marcha pacífica en contra del régimen fujimorista). Sobre estos vídeos José Carlos Mariátegui señala: “todos estos vídeos son una demostración de actos no realizados en la realidad sino en la imagen en movimiento, pero que se encuentran ligados al campo de la acción”.
El interés por la temática política y social, apoyada en investigaciones de archivos, siempre ha estado presente en la obra Bonino como es el caso de "Pies en la tierra" (2000), en donde muestra 35 esferas de metro y medio de diámetro ocupando una habitación y sobre ellas imágenes proyectadas de porno duro, programas de televisión, talk shows nacionales, cine Gore e imágenes de internet.
El trabajo de “No logo” (2001) es un registro de la primera performance por Internet en realizada en tiempo real desde el Perú, en conjunto con diferentes artistas del mundo (Argentina, Perú, Francia, Inglaterra, Eslovenia y España).  Este trabajo, parte del proyecto “H8 Fullworld”, consistió en transmitir en tiempo real las acciones de ocho artistas,  inspirados en “la Insostenible esclavitud de la modernidad”. La semióloga rumana y crítica de arte radicada en Perú Mihaela Radulescu señala que “para Angie Bonino la performance es no sólo la expresión pasional de un concepto sino también la posibilidad de desarrollar el devenir, el movimiento, el cambio.”
En el 2003 se involucra en uno de sus proyectos más interesantes, Hacking Net, una organización virtual de programadores y artistas latinoamericanos en pro del net activismo.
Entre los proyectos más recientes podemos ubicar la videoinstalación Tras la huella del delito (2013). Este work in progress presentado en Barcelona, consistente en vídeos, pinturas, dibujos, fotografía, plataformas de internet, etc., se apoya en "las contradicciones que atraviesan la modernidad política y, especialmente, el proyecto demiúrgico del Estado-Nación de construir una realidad compartida para un territorio y un pueblo". Parte de la muestra fue presentada en el Museo de Arte Contemporáneo - Lima (MAC) en el 2014.

## Exhibiciones

### Exposiciones individuales de nuevos medios
- 2017 Cuando la tierra habla. Centro Cultural Universitario de la Universidad Nacional del Nordeste CCU en Corrientes - Argentina
- 2017 Cuando la tierra habla. Museo Qorikancha, Convento de Santo Domingo - Cusco, Perú
- 2016 Cuando la tierra habla. en la Bienal Luminale - Berlín. Centro de Arte Asiático, Frankfurt, Alemania
- 2015 Monográfica en vídeoarte. I Muestra Internacional de vídeoarte Castillo de Espluga Calba en LLeida. Catalunya - España.
- 2015 Cuando la tierra habla – Galería FORUM.
- 2014 Almas Lejanas – almas de distancia – personale in video de Angie Bonino  - Delloscompiglio – Lucca, Italia
- 2014 Tras la huella del delito – Museo de Arte Contemporáneo de Lima (MAC).
- 2013 Tras las huellas del delito – Homesession. Barcelona – España.
- 2012 Monográfica Homenaje a Angie Bonino – VIDEORaymi –Museo de Qoricancha.  Cuzco- Perú.
- 2012 Homenaje -  Monográfica – Filmoteca de Andalucía-España. Semana del Vídeo Iberoamericano. Belalcázar y Córdoba.
- 2011 Monográfica 005 – Toronto Free Gallery – Canadá.
- 2010 Monográfica 004. FORUM Galería – Lima Perú.
- 2010 – Monográfica 003 La Nave Spacial de Sevilla, España 2008 New World Order – videoinstalación. Fundación Telefónica. Lima, Perú.
- 2007 POLITIK II - vídeoinstalación. Glogauer, Berlín, Alemania.
- 2006 Monográfica 002. San Francisco. VIDEOFEST. (U.S.A).
- 2005 Arte y Política: Exposición tripersonal. Coco Fusco (EE.UU), Oliver Ressler (Austria) y Angie Bonino (Perú) Vídeo instalaciones. Sala Luis Miró Quesada Garland. Galería de la Municipalidad de Miraflores (Perú) en el marco del festival Internacional de Artes Electrónicas VAE 9.
- 2005 Conexión Vectorial: Exposición Bipersonal – performance, Vídeo; con Teresa Puppo (Uruguay), Angie Bonino (Perú) Galería Centro Cultural de España. Montevideo, Uruguay. Diciembre.
- 2004 Agujero Negro – vídeo instalación – Sala de Experimentación del Museo de Arte de la Universidad Nacional de San Marcos, junio de 2004, Lima, Perú.
- 2003 Entremedios videoinstalación, video escultura-performance- Galería FORUM del 2 al 1 de abril.
- 2003 Lima, Perú Conexión Vectorial: Exposición Bipersonal -vídeo performance con Teresa Puppo (Uruguay), Angie Bonino (Perú) Galería Cecilia Gonzales del 19 al 30 de noviembre de 2002. Perú.
- 1998 Retrospectiva de Relleno Plástico Tóxico: Objetos y videoinstalación, Galería de la Escuela de Arte de la “UNMSM” del 06 al 28 de noviembre de 1998. Lima, Perú.
- 1997 Desapercibido: No muestra. Centro Cultural “La Noche de Barranco” del 19 al 29 de diciembre de 1997. Lima, Perú.
- 1995 Esquemas: vídeo instalación, accionismo- “Galería Marc Chagall” del 7 al 22 de diciembre de 1995. Lima, Perú.